# رود استورجن (آلبرتا)
رود استورجن (آلبرتا) (به انگلیسی: Sturgeon River (Alberta)) رودخانه‌ای است که در کانادا جریان دارد.